# HTC Hero
Das HTC Hero, auch als T-Mobile G2 Touch vermarktet, ist nach dem HTC Dream und dem HTC Magic das dritte Seriengerät des taiwanischen Smartphoneherstellers HTC mit dem Betriebssystem Android in der Version 2.1 (Eclair). T-Mobile verteilte Android 2.1 im August 2010.

## Neuheiten
Mit dem Hero und dem etwa zeitgleich auf den Markt gebrachten Samsung Galaxy I7500 endete die Phase, in der Android-Smartphones nur exklusiv über bestimmte Mobilfunkbetreiber erhältlich waren. Das HTC Hero ist das erste Smartphone mit der neuen Benutzeroberfläche HTC Sense, einer Weiterentwicklung von TouchFLO, die HTC auf Geräten mit dem Betriebssystem Windows Mobile einsetzt. Damit belegt das Betriebssystem doppelt so viel Speicherplatz wie mit der Standard-Oberfläche von Android.
Das HTC Hero bietet GPRS, UMTS, HSDPA jedoch nicht HSCSD. Verbindungen ins Internet sind auch via WLAN und EDGE möglich.

## Unterstützung durch externe Projekte
Das HTC Hero wird durch Projekte, welche auf dem AOSP (Android Open Source Project) beruhen, weiter unterstützt. In zahlreichen Entwickler-Communities, wie xda-developers.com, werden ROMs für das HTC Hero unabhängig vom Hersteller weiterentwickelt.
Diese ROMs ermöglichen unter anderem neue Funktionen:
- animierte Hintergrundbilder
- Übertaktung des Prozessors
- große APN-Listen
- WLAN-, Bluetooth- und USB-Tethering

Auch ein aktualisierter Kernel auf Basis der Linux-Kernel-Version 2.6.35 befindet sich in Entwicklung.